# Angie Ponce
Angie Ponce (Guayaquil, 14 luglio 1996) è una calciatrice ecuadoriana, difensore del Talleres Emanuel e della Nazionale ecuadoriana.

## Carriera

### Club
Angie Ponce cresce calcisticamente nelle giovanili del Talleres Emanuel, per passare giunta ai 13 anni d'età al Rocafuerte, squadra con sede a Guayaquil, e giocare nel campionato ecuadoriano femminile di calcio. Dopo una prima stagione al Rocafuerte, dove la sua squadra vince il torneo nazionale, per il campionato 2014-2015 torna nuovamente a vestire la maglia del Talleres Emanuel, quindi dopo un breve ritorno al Rocafuert, con il passaggio di livello dei Talleres Emanuel ritorna con la squadra di Guayaquil.

### Nazionale
Selezionata dalla Federazione calcistica dell'Ecuador (Federación Ecuatoriana de Fútbol - FEF) per rappresentare il proprio paese al Mondiale di Canada 2015 viene inserita in rosa dal tecnico Vanessa Arauz già dalla prima partita, l'8 giugno 2015, persa per 6-0 contro le avversarie del Camerun. Il torneo si rivela estremamente ostico per la squadra e Ponce è protagonista del successivo incontro del 12 giugno, dove l'Ecuador viene sovrastato dalla Svizzera per 10-1, partita dove Ponce è autrice di due autogol, al 24' e al 71', riscattandosi con l'unica rete siglata dall'Ecuador in tutto il mondiale, segnando il calcio di rigore che al 64' accorcia le distanze sul parziale di 7-1. Con l'ultima partita persa per 1-0 con le campionesse in carica del Giappone, Ponge e compagne lasciano il Canada eliminate al primo turno.

## Palmarès
- Campionato ecuadoriano femminile: 1

Rocafuerte: 2013-2014